# Carbes
Carbes ist eine französische Gemeinde mit 241 Einwohnern (Stand: 1. Januar 2022) im Département Tarn in der Region Okzitanien (vor 2016: Midi-Pyrénées). Die Gemeinde gehört zum Arrondissement Castres und zum Kanton Plaine de l’Agoût (bis 2015: Kanton Vielmur-sur-Agout). Die Einwohner werden Carbais(es) genannt.

## Geografie
Carbes liegt etwa 53 Kilometer östlich von Toulouse und etwa acht Kilometer nordwestlich von Castres. Umgeben wird Carbes von den Nachbargemeinden Jonquières im Norden und Nordwesten, Castres im Osten und Südosten, Fréjeville im Süden sowie Vielmur-sur-Agout im Westen.

## Bevölkerungsentwicklung
| Jahr                      | 1962 | 1968 | 1975 | 1982 | 1990 | 1999 | 2006 | 2012 |
| Einwohner                 | 162  | 153  | 126  | 135  | 163  | 182  | 194  | 195  |
| Quelle: Cassini und INSEE |      |      |      |      |      |      |      |      |

## Sehenswürdigkeiten
- Kirche Saint-Martin aus dem 16./17. Jahrhundert

## Ereignisse
1984 kam es hier zu einem Flugzeugabsturz.